# 吉匡子
吉匡子（日语：よしまさこ，1958年10月31日—），日本漫畫家，東京工藝大學教授，著有《橫濱迷宮》等作品。

## 經歷
横濱市出身。神奈川縣立横濱綠之丘高等學校、横濱國立大學經濟學部畢業。
1979年於週刊《瑪格莉特》上出道。除了創作漫畫，亦於東京工藝大學藝術學部漫畫學科任教，起先擔任副教授，後升任教授 。